# Jyrki Lumme
Jyrki Olavi Lumme (* 16. července 1966, Tampere) je bývalý finský lední hokejista, který nastupoval především na postu obránce. S finskou reprezentací získal stříbrnou medaili na olympijských hrách v Calgary roku 1988 a z olympijského turnaje v Naganu roku 1998 si přivezl bronz. Taktéž bronz má z mistrovství světa v roce 2000. Zúčastnil se i OH 2002, Kanadského poháru 1991, Světového poháru 1996 a čtyř dalších světových šampionátů (1990, 1991, 1996 a 1997). Hrál nejvyšší finskou soutěž za Ilves Tampere. Patnáct sezón strávil též v severoamerické NHL, působil v klubech Montreal Canadiens, Vancouver Canucks, Phoenix Coyotes, Dallas Stars a Toronto Maple Leafs. Ve Vancouveru strávil devět let a prožil zde nejvíce úspěchů - čtyřikrát byl vyhlášen nejlepším obráncem klubu (Babe Pratt Trophy), stal se nejproduktivnějším obráncem Canucks všech dob a byl součástí týmu, jež si zahrál finále Stanley Cupu v roce 1994. V základní části NHL odehrál 985 utkání, v nichž zaznamenal 468 kanadských bodů (114 branek). Dalších 105 zápasů absolvoval ve vyřazovací části (Stanleyově poháru), kde si připsal 44 bodů (9 gólů). Nějaký čas strávil i v AHL v dresu Sherbrooke Canadiens. Po skončení hráčské kariéry se stal spoluvlastníkem klubu Ilves Tampere.